# 厅局级正职
厅局级正职，中央机关称司局级正职（又称正司级、正局级），地方机关称地厅级正职（又称正地级、正厅级），是中华人民共和国公务员体系中第五级别的干部，对应级别为13级至8级。厅局级正职对应综合管理类公务员职级的一级巡视员、事业单位的管理三级职员。

## 相应职级、衔级、等级

### 公务员、事业单位工作人员、军队文职人员
| 公务员     | 公务员                    | 公务员     | 公务员                 | 公务员     | 公务员                 | 公务员               | 公务员               | 公务员               | 公务员           | 公务员                   | 公务员           | 公务员       | 公务员         | 公务员            | 公务员                   | 事业单位 工作人员 | 军队 文职 人员 | 对应 领导职务 层次 |
| 职级       | 职级                      | 职级       | 职级                   | 职级       | 职级                   | 职级                 | 职级                 | 职级                 | 衔级             | 衔级                     | 衔级             | 单独职务序列 | 单独职务序列   | 其他类型 职务等级 | 其他类型 职务等级        | 岗位级别          | 岗位级别       | 对应 领导职务 层次 |
| 综合管理类 | 综合管理类                | 专业技术类 | 专业技术类             | 行政执法类 | 行政执法类             | 审判（检察）辅助人员 | 审判（检察）辅助人员 | 审判（检察）辅助人员 | 人民 警察        | 海关                     | 消防 国家队      | 人民法院     | 人民检察院     | 监察机关          | 海事机构                 | 岗位级别          | 岗位级别       | 对应 领导职务 层次 |
| 普通       | 消防救援队伍 管理指挥干部 | 普通       | 人民警察 警务技术 警员 | 普通       | 人民警察 执法勤务 警员 | 法官助理             | 检察官助理           | 书记员               | 警衔             | 关衔                     | 消防 救援衔      | 法官 等级    | 检察官 等级    | 监察官 等级       | 海事职务 等级            | 管理岗            | 管理岗位       | 对应 领导职务 层次 |
| ---------- | ------------------------- | ---------- | ---------------------- | ---------- | ---------------------- | -------------------- | -------------------- | -------------------- | ---------------- | ------------------------ | ---------------- | ------------ | -------------- | ----------------- | ------------------------ | ----------------- | -------------- | ------------------ |
| 一级巡视员 | 一级专员                  | 一级总监   | 警务技术一级总监       | 不適用     | 一级警务专员           | 不適用               | 不適用               | 不適用               | 一级警监二级警监 | 一级关务监督二级关务监督 | 消防救援助理总监 | 一级高级法官 | 一级高级检察官 | 一级高级监察官    | 总监一级副总监二级副总监 | 三级职员          | 局级正职       | （中管正局级）     |
| 一级巡视员 | 一级专员                  | 一级总监   | 警务技术一级总监       | 不適用     | 一级警务专员           | 不適用               | 不適用               | 不適用               | 一级警监二级警监 | 一级关务监督二级关务监督 | 高级指挥长       | 一级高级法官 | 一级高级检察官 | 一级高级监察官    | 总监一级副总监二级副总监 | 三级职员          | 局级正职       | 厅局级正职         |

1. 1 2  海关关衔，只能授予国家公务员[2]。人民警察警衔、消防救援衔未对授予对象的编制性质作出规定[3][4]（使用事业编制的人民警察，也可以授予警衔；使用事业编制的国家综合性消防救援队伍管理指挥人员、专业技术人员，也可以授予消防救援衔）。海事机构海事职务等级在厅局级正职层次，只授予国家公务员[5]。
2. 1 2  本表内，人民警察警衔、海关关衔、海事机构海事职务等级只代表其职务等级（行政级别）对应的编制衔级（职务等级）。《中华人民共和国人民警察警衔条例》第五条规定，“警衔高的人民警察对警衔低的人民警察，警衔高的为上级。当警衔高的人民警察在职务上隶属于警衔低的人民警察时，职务高的为上级[3]。”《中华人民共和国海关关衔条例》第五条规定，“关衔高的海关工作人员对关衔低的海关工作人员，关衔高的为上级。当关衔高的海关工作人员在职务上隶属于关衔低的海关工作人员时，职务高的为上级[2]。”《交通运输部海事局海事职务（技能）等级标识制管理办法》第四条规定，“职务等级标识高的人员对职务等级标识低的人员，职务等级标识高的人员为上级。当职务等级标识高的人员在行政职务上隶属于职务等级标识低的人员，或职务等级标识相同时，行政职务高的为上级[5]。”
3. ↑  此表所列法官等级、检察官等级与行政级别的对应关系，只反映2016年时各级法院、检察院司法改革时由行政级别套改为单独职务序列时的对应关系[6]。根据司法改革的相关规定，改革后，法官、检察官入额后的单独职务序列与公务员的行政职务序列没有一一对应关系[7]。
4. ↑  使用政法专项编制、已经进行公务员登记的法官助理、检察官助理、书记员，虽不属于综合管理类公务员，但原则上也按照综合管理类公务员进行管理[8]。（注：聘用制法官助理、聘用制检察官助理、聘用制书记员不属于国家公务员，不适用此表）

### 现役军人
| 解放军军衔 | 解放军军衔 | 解放军军衔 | 解放军军衔 | 武警部队警衔 | 对应 军事级别 |
| 陆军       | 海军       | 空军       | 火箭军     | 武警部队警衔 | 对应 军事级别 |
| ---------- | ---------- | ---------- | ---------- | ------------ | ------------- |
| 陆军少将   | 海军少将   | 空军少将   | 火箭军少将 | 武警少将     | 副军职        |
| 陆军大校   | 海军大校   | 空军大校   | 火箭军大校 | 武警大校     | 正师职        |

## 相應职务和機構
以下列出的中央正司局级单位、地方正厅局级单位正职领导一般均属于厅局级正职公务员。
- 正省部级单位内设司（局、厅、室）
- 正省部级单位直属事业单位、直属企业单位、主管社会团体（列为副省部级单位的除外）
- 省级党委办公厅、组成部门、直属机构、正厅级派出机构
- 省级人民政府办公厅、组成部门、直属特设机构、正厅级直属机构、正厅级直属事业单位、正厅级派出机构
- 省属国有企业
- 本科普通高等学校
- 中央企业总部内设机构、若干所属企业
- 副省级城市中共纪律检查委员会、监察委员会、人民法院、人民检察院
- 地级行政区中共党委、人民代表大会及其常务委员会、人民政府、人民政治协商会议地方委员会

## 任免程序特殊的正厅局级干部

### 中管正局级干部
中管干部是指列入《中共中央管理的干部职务名称表》，由中共中央任免的领导干部岗位。个别正厅级干部也被纳入了中管干部（称为“中管正局级”）：
- 中组部列名的群众团体的书记处书记、副职。如部分共青团中央书记处书记为正厅级，如汪鸿雁、傅振邦。又如中国作家协会副主席、党组副书记。
- 国务院各直属机构、办事机构和由部委归口管理的各直属局级的国家局的副职。如国家统计局的副局长
- 中共中央领导管理的副省部级单位的副职。如中共中央编译局副局长、光明日报副总编
- 厅局级中央候补委员。如2017年担任鹰潭市委书记的曹淑敏
- 国家部委的部长助理。如国务院任命郑富芝、刘大为为教育部部长助理
- 正部级中央企业的总经理助理
- 副部级金融机构的行政副职、党组成员、纪检组长。如进出口银行副行长、农业发展银行副行长。至于由国务院国资委管理的51家副部级央企，中组部只管理其党组书记、董事长、总经理等正职领导，副职领导则由国务院国资委管理任免。
- 中华人民共和国驻外大使馆大使，总领事馆总领事（含大使衔总领事），中华人民共和国常驻联合国代表、副代表，驻联合国有关常设机构的代表、副代表，驻未建交国的商务代表处代表等。
- 新疆生产建设兵团副司令员、副政委
- 副军级干部转业地方后，按厅局级正职安排工作，括注“中管正局级”字样。

### 任免需事先征得中组部同意的厅局级正职干部
各省、自治区、直辖市党委组织部副部长和中央、国家机关各部委的干部司（局）或人事司（局）的副司（局）长的任免，事先要征得中央组织部的同意。
一些被中组部文件列明的企、事业单位的党委书记的任免，事先要征得中央组织部的同意。

## 待遇

### 差旅
住宿时，司局级及以下人员住单间或标准间。